# Dusona rufipostpetiola
Dusona rufipostpetiola là một loài tò vò trong họ Ichneumonidae.